# Jaitpur (stato)
Lo stato di Jaitpur fu uno stato principesco del subcontinente indiano, avente per capitale la città di Jaitpur.

## Storia
Lo stato di Jaitpur venne fondato nel 1731 da Jagat Rai, figlio del famoso capo rajput bundela Chhatrasal, come feudo dello stato di Panna. Nel 1765 lo stato di Ajaigarh venne separato dal territorio di Jaitpur.
A seguito dell'occupazione britannica dell'India centrale, lo stato di Jaitpur divenne un protettorato britannico nel 1807.
Quando Khet Singh, ultimo sovrano del principato, morì senza eredi nel 1849, il principato venne annesso dalla Compagnia britannica delle Indie orientali sulla base della dottrina della decadenza.

### Governanti
I sovrani di Jaitpur portavano il titolo di raja.

#### Raja
- 1731 - 1758                Jagat Rai
- 1758 - 1765                Pahar Singh
- 1765 - ....                Gaj Singh
- .... - 1812                Kesri Singh
- 1812 - 1842                Parikhat Singh
- 1842 - 1849                Khet Singh                         (M. 1849)